# 다시쓰기 엔진
다시쓰기 엔진(영어: rewrite engine)은 웹 URL을 변경하는(URL 다시쓰기) 소프트웨어다. 다시 쓰여진 URL은 일반적으로 원래의 URL보다 더 짧고 깔끔하며(깔끔 URL) 검색 엔진에 최적화되어있고 웹페이지 내용과 연관이 있다. 아파치에서는 mod_rewrite 모듈로 구현이 되어 있다.

## 예제
동적인 콘텐츠를 지닌 웹사이트들은 쿼리 문자열 변수를 이용하여 서버로부터 페이지를 생성하는 URL을 이용한다. 이들은 하위 디렉터리 계층이 있는 사이트의 정적 웹페이지를 위한 URL과 비슷한 것처럼 보이게 하기 위해 다시 기록되기도 한다. 이를테면 위키 페이지에 대한 URL은 다음과 같다:
```
http://example.com/wiki/index.php?title=Page_title
```

그러나 다음과 같이 다시 기록할 수 있다:
```
http://example.com/wiki/Page_title
```

## 같이 보기
- .htaccess
- 아파치 HTTP 서버
- HTTP
- 퍼머링크
- 제우스 웹 서버